# Nikica Kolumbić
Nikica Kolumbić (Zagreb, 6. listopada 1930. – Zadar, 1. ožujka 2009.) hrvatski književni povjesničar.

## Životopis
Nakon gimnazije u Splitu, Filozofski fakultet završava u Zagrebu, a u Zadru na Filozofskom fakultetu brani doktorat radom "Postanak i razvoj hrvatske srednjovjekovne pasionske poezije i drame". Od 1957. zaposlen je na Filozofskom fakultetu u Zadru gdje je dočekao umirovljenje u listopadu 2001. U razdoblju od 1983. do 1985. te od 1994. do 1997. bio je dekan Fakulteta. Bio je redoviti član Hrvatske akademije znanosti i umjetnosti u Razredu za filološke znanosti.

## Djela
- Krvava rijeka, Franjo Trankvil Andreis (1979.)
- Hrvatska književnost od humanizma do manirizma (1979.)
- Po običaju začinjavaca (1994.)